# Законник Стефана Душана

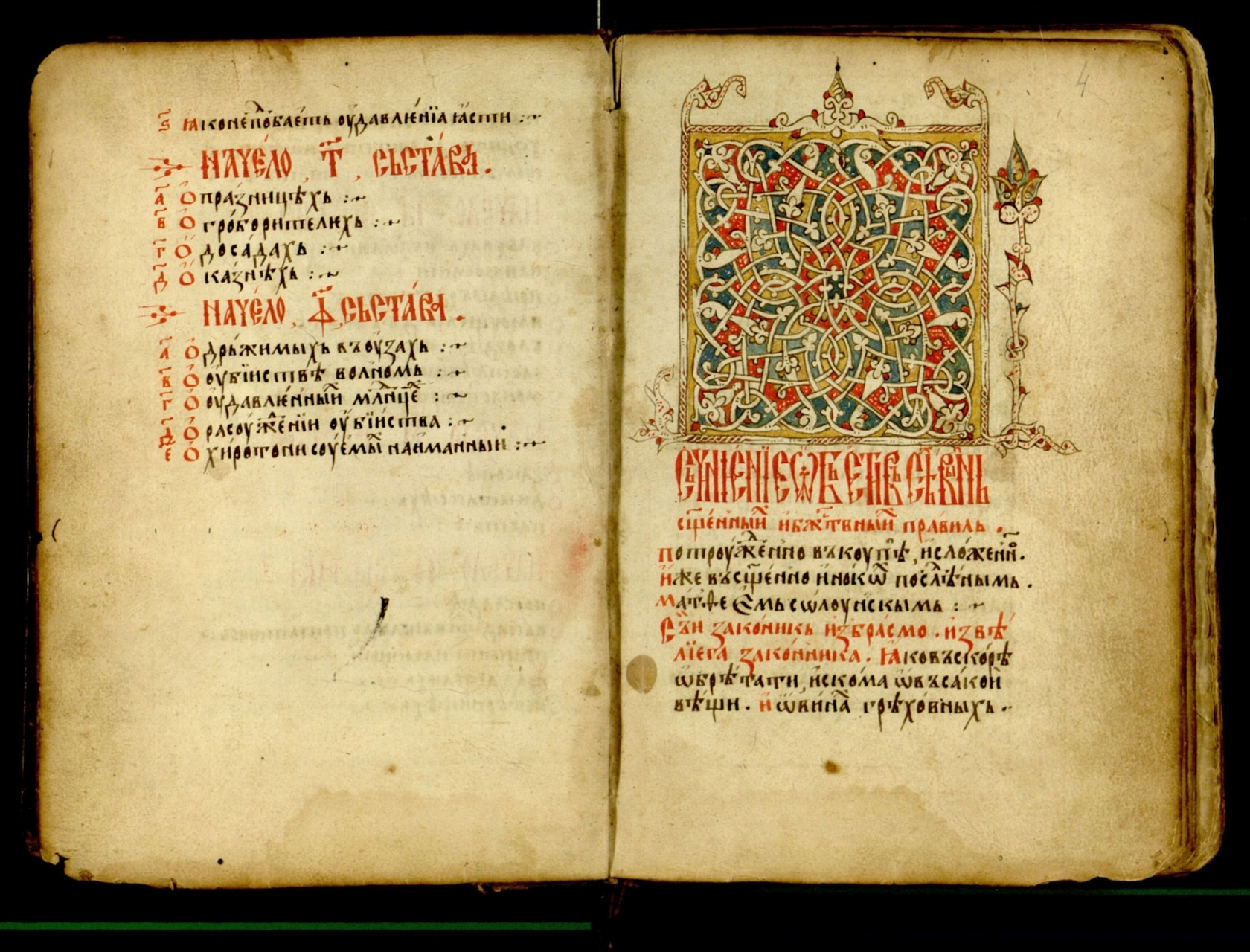
Законник Стефана Душана

Законник Душана или «Закон верного царя Стефана» — важнейший источник средневекового права Сербии. Также он является важнейшим культурным памятником сербского средневекового государства.
Он был принят на двух государственных собраниях правителей и сановников церкви 21 мая 1349 и 31 августа 1354 года. Также периодически вносились дополнения в связи возникновением новых правовых ситуаций.
Оригинал Законника не сохранился. Он состоял из 201 статьи на древнесербском языке, что помогло создать единую правовую систему.
Законник Душана регулировал отношения между классами, организацию судебных процессов, борьбу с преступностью. До его появления не было законного собрания, все регулировалось неписаным обычным правом.
Когда Душан получил титул короля, а впоследствии провозгласил себя императором, ему пришлось взять на себя законодательную деятельность. Он начал работать над кодификацией прав, чтобы связать различные части империи.
21 мая 1349 года, первая часть с 1 по 136 статью «Закона верного императора Стефана» была провозглашена на Государственном собрании в Скопье. В основном она регулировала отношения между классами, их обязанности перед государством.
Законодательная деятельность царя Стефана Душана не прекратилась после 1349 года. После этого он издавал различные уставы и юридические распоряжения.
Затем весной 1354 года была принята вторая часть Законника с 136 по 201 статью. В данной части рассматривались вопросы, направленные на борьбу с грабителями и ворами, положения о суде присяжных, авторитет судей и закон.
Законник Стефана Душана содержал в общей сложности 201 статью.
Статьи 1-38 содержат положения о правах и обязанностях Церкви, о её положении и обязанностях.
Статьи 39-62 Кодекса говорят о правах и обязанностях привилегированного сословия — дворян. Эти положения говорят о обязанностях перед правителем, уважении к судьям и судам.
Статьи с 63 по 83 затрагивают права и обязанности зависимого населения по отношению к своему арендодателю. Также имеются положения о городском сословии и купцах, об уголовной ответственности города и городской земли, об ответственности солдат.
Положения второй части Кодекса не систематизированы. Она содержит положения о борьбе с ворами и грабителями, о суде присяжных. Также рассматривается организация, юрисдикция, организация судов, их полномочия. Там четко подчеркивается принцип законности, который гласил о том, что закон сильнее самого императора.
Кодекс содержит много положений уголовного права, но в то же время имеются положения о гражданском праве. Многие положения Кодекса подпадают под административное право и говорят о государственном управлении.
Затем следовали попытки расшифровать Кодекс. Первым попытку предпринял Издатель «Истории» Стефан Новакович, он без ведома добавил копию Законника Душана в свое произведение.
После в 1801 году он был переведен на немецкий язык Иоганном Кристианом Энгелем, его перевод был очень скудным, из-за незнания сербского языка.
В 1831 году словацкий Павел Йозеф Шафарик описал ещё три текста Законника Душана. И уже к середине 19 века было известно десять документов .

## Списки Законника
Сразу необходимо сказать, что списков Законника, которые были написаны во времена принятия Законника до нашего время не сохранились. Поэтому современные исследователи могут судить про Законник лишь по переписанным спискам. Наибольшее число списков переписано в XVIII в. — 13 (Пат (Патриаршая рук. (Патријаршијски)), Бор (Борджошская рук. (Борђошких)), Поп (Попиначская рук. (Попиначки)), Тек (Текелийинская рук. (Текелијин)), Сан (Сандичевская рук. (Сандићев)), Ков (Ковильская рук. (Ковиљски)), Соф (Софийская рук. (Софијски)), Бгд (Белградская рук. (Београдски)), Реж (Режевичская рук. (Режевићки)), Кар (Карловацкая рук. (Карловачки)), Врш (Вршачская рук. (Вршачки)), Рум (Румынская рук. (Румунски)) и Грб (Грабальская рук. (Грбаљски))), а Бог (Богишичевская рук. (Богишићев)) и Јаг (Ягичевская рук. (Јагићев)) — в следующем столетии, хотя их источник предположительно относится также к XVIII веку. Рукописи, датируемые до конца XVII в., за исключением Рав (Раваничская рук. (Раванички)), составляют так называемую старейшую редакцию Законника Стефана Душана. Они в большей или меньшей степени отражают состав, порядок статей и стиль утраченного оригинала Законника, как и более поздние кодификаторские и редакционные обработки, проведенные в период Сербского царства или в областях и государствах, возникших на его территории. Остальные рукописи содержат так называемую младшую редакцию.
Большинство рукописей старейшей редакции содержит списки ещё двух правовых текстов — Сокращенную синтагму Матфея Властаря с правилами св. Иоанна Постника и Закон Юстиниана (законодательную компиляцию, созданную путем перевода на сербский язык предписаний из различных византийских сборников права, преимущественно из Земледельческого закона). В рукописях они всегда располагались перед Законом Стефана Душана. Такой трехчастный кодекс обычно называют Законодательство Стефана Душана, хотя нет прямых доказательств того, что ещё при жизни Стефана Душана эти три правовых текста были объединены в один законодательный свод. Фактически, ни одна из рукописей, в которой записаны все три текста, не старше первой четверти XV в., а самая старая рукопись сербского перевода Синтагмы Матфея Властаря, на основе которого создана её сокращенная версия, восходит к последней четверти XIV в., ко времени примирения Сербской и Вселенской патриархии.
В последнее десятилетие XIV в. создан Стр , (Струшская рук. (Струшки)) из которого сохранилось всего 15 листов с едва ли более чем 100 статьями. Одним из его переписчиков был дечанский монах Данилац Левооки, который в 1394 г. переписал в монастыре, помимо прочего, проложный список по заданию еклесиарха Варлаама и сборник творений Св. Отцов по заданию игумена Варлаама. Эта рукопись уже показывала изменения. в отношении первоначального порядка статей, который хорошо известен согласно Прз (Призренская рук. (Призренски)).
Рукописи же первой половины XV в. содержат изменения и дополнения к тексту Законника Стефана Душана, что отображает его адаптацию к изменившимся правовым и социальным условиям, а также отвечает конкретным целям в сфере юрисдикции. Таковы Бис (Бистричская рук. (Бистрички)), Атн (Афонская рук. (Атонски)), Хил (Хиландарская рук. (Хиландарски) и Ход (Ходошская рук. (Ходошки)).
Одним из наиболее близких к оригиналу списков, которые сохранились до нашего времени был Рак (Раковачская рук. (Раковачки)). Иеромонах Пахомий, переписчик Рак или писец одного из его списков, стремился приблизить средневековые понятия к своему времени, заменяя устаревшие и незнакомые термины и упрощая язык.
Самое раннее во второй половине XVII в. появилась особая редакция законодательства Стефана Душана, наиболее полная по количеству сохранившихся рукописей (целых 16), с интересными особенностями состава и языка. Так называемую младшую редакцию представляют не поздние списки без юридической силы, а переработки, созданные, наиболее вероятно, под эгидой Сербской православной церкви с целью использовать авторитет светских царей и репутацию Законника, чтобы перестроить его структуру и использовать Законник для регулирования тех юридических отношений, которые церковь и представители самоуправления ещё сохранили под чужой властью. Наиболее заметное отличие рукописи младшей редакции — это перераспределение текста свода трехчастного состава (Сокращенная синтагма Матфея Властаря, Закона Юстиниана и Законника Стефана Душана) в двухчастный, так называемый Закон Константина Юстиниана, или Книгу судей, и Законник македонского царя Душана. В содержании Законника Стефана Душана произведено новое сокращение статей, потерявших свою актуальность, стиль и язык модернизированы, а сами предписания часто даны в новой формулировке или расширены так, чтобы сделать их ближе к пониманию людей и реалий XVII и XVIII веков. Сокращенная синтагма как отдельная часть сборника законов опущена, а большинство её постановлений включено в состав Книги судей и Законника Стефана Душана.
В сербском Приморье Законник использовался до конца XVIII века. В территориальных, политических и экономических автономных объединениях (Паштровичи, Грбаль) с традиционным обществом, в котором обычное право играло исключительную роль, Законник был переработан и в большой степени приспособлен к образу жизни и судопроизводству, как и к разговорному языку. Поэтому не случайно, что в полной рукописной традиции Законника четыре рукописи происходят из Приморья — Режевићки (найденная в монастыре Режевич), Грбаљски (по названию Грбальской жупы), Јагичев и Богишичев. Провинциализмы, в особенности романизмы, — отличительная черта этой группы рукописей. Вот несколько примеров из Грб и Реж:
авизат (ven. avixar, vixar) — «оповестить»;
дешпек (ven. despeto) — «злоба, злость»;
интрада (ven. intrada) — «годовой доход с земли одного хозяйства, прибыль»;
комун (ven. comun) — название какого-либо вида коллективной собственности (прилагательное «коммунальный»);
канајa (ven. canagia, canaja; it. canaglia) — «негодяй, подлец, мошенник»;
на посту (ven. aposta, it. apposta < a posta) — «намеренно, с определённой целью»;
прокарадур (ven. procurador) — «представитель, агент»;
редитат (ven. reditar, it. ereditare) — «наследовать»;
стађун од работе (ven. stajon, staxon; it. stagione) — «рабочее время», время работы в поле («урок». — Ю. В.);
чардин (ven. jardin, xardin; it. giardino) — «сад»;
шпоркеца (ven. sporcheso, sporchezzo) — «грязь»;
штролиге (ven. strolego) — «колдовство» астролога;
шубито (ven. it. subito) — «сразу».
Из всех рукописей младшей редакции, не только сербского Приморья, Реж отличается тем, что впоследствии эта редакция ушла наиболее далеко в адаптации к языку и обычаям среды, в которой применялась. Среди многочисленных сохранившихся судебных актов из Паштровича найдены те, что свидетельствуют о судопроизводстве согласно постановлениям Законника. Язык Реж, с многочисленными романизмами и провинциализмами, представляет собой очень ценный пример сербского разговорного языка в Паштровиче первой половины XVIII века. Судя по формулировке постановлений о церкви, очевидно, что этот список Законника появился и использовался в исключительно православной среде.
Другая важная область применения Законника окончательно обозначилась в кругах сербской иерархии и подданных Габсбургской монархии после Великого переселения сербов, в последнем десятилетии XVII — первые годы XVIII вв. и, возможно, с поощрения сербского патриарха Арсения III Црноевича. Эта группа рукописей, условно называемая Карловацкой, по названию Карловацкой митрополии, где она появилась и использовалась, отличается: а) смешанным языком, в основе которого лежит сербский народный язык с примесями сербско-славянского в более старых списках и русско-славянского в более поздних; б) очевидным и ненамеренным перемещением статей, которое произошло из-за копирования оригинала с изменённым порядком листов и продолжения нумерации по новому порядку статей; в) текстовыми дополнениями и архаизацией отдельных статей Законника Стефана Душана и включением в состав Закона Константина Юстиниана так называемого школьного устава и предписания о военной обязанности и измене, чье происхождение, без сомнения, берет начало не в Средневековье.